# Starhawk

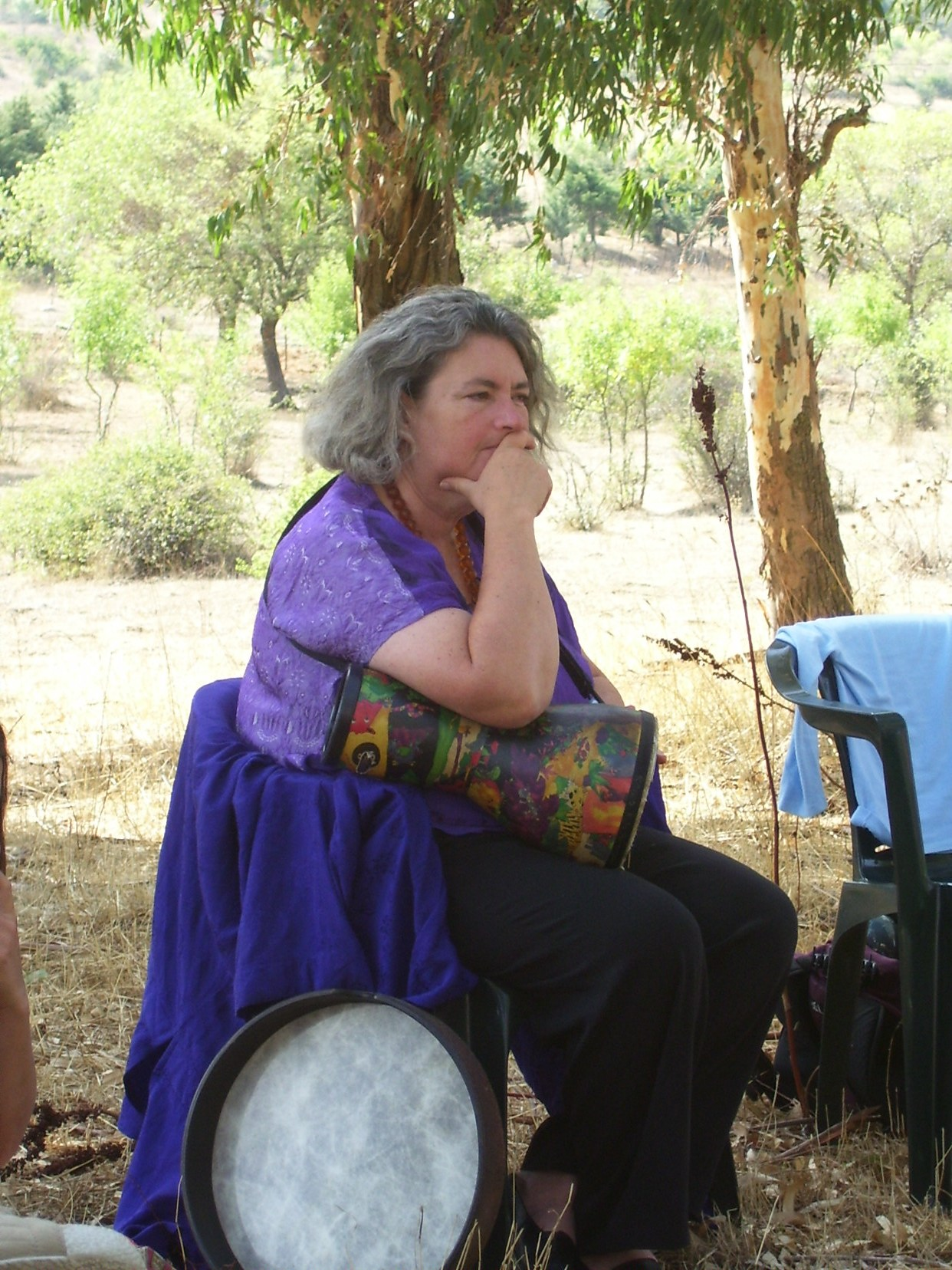
Starhawk 2007

Starhawk (* 17. Juni 1951 in Saint Paul, Minnesota, USA als Miriam Simos) ist eine Schriftstellerin von feministischen, Wicca-orientierten Sachbüchern.

## Leben
Miriam Simos studierte Psychologie an der Antioch University West in San Francisco mit dem Abschluss M.A. Noch während ihres Studiums erhielt sie 1973 den Samuel Goldwyn Writing Award für ihren Roman A Weight of Gold.
Sie begann sich mit dem Neuheidentum und mit Wicca zu beschäftigen und wurde Teil dieser Bewegungen. Sie hat mehrere Sachbücher zur Göttinnenreligion veröffentlicht. Das bekannteste ist The Spiral Dance: A Rebirth of the Ancient Religion of the Great Goddess, das 1979 erschien (dt.: Der Hexenkult als Ur-Religion der Großen Göttin). Das Buch wurde ein Klassiker des Wicca und des spirituellen Feminismus.
Von 1993 bis 1996 war sie Dozentin am Institute for Culture and Creation Spirituality am Holy Names College in Oakland. Sie ist zudem Ökofeministin und Friedensaktivistin und eine gefragte Rednerin für Vorträge und Workshops. In den USA gilt sie als Hauptvertreterin des pagan oder spiritual anarchism, der sich nicht widerständig zeigen, sondern deeskalieren soll.
Starhawk lebt heute teilweise in San Francisco. Dort bietet sie zusammen mit dem Reclaiming-Kollektiv Kurse, Workshops und öffentliche Rituale in der Tradition der Wicca an. Ihr zweiter Wohnsitz ist ihre Ranch von 10 Hektar im Sonoma County.

## Werke

### Bücher
- The Spiral Dance: A Rebirth of the Ancient Religion of the Great Goddess (1979, weitere Auflagen 1989 und 1999)
  - dt.: Der Hexenkult als Ur-Religion der Großen Göttin
- Dreaming the Dark: Magic, Sex, and Politics (1982, 1988, 1997)
  - dt.: Wilde Kräfte, Sex und Magie für eine erfüllte Welt, Goldmann, München 1993, ISBN 3-442-12169-8.
- Truth or Dare: Encounters with Power, Authority and Mystery (1987)
- The Pagan Book of Living and Dying (1997) (nicht alleinige Autorin, sondern ein Beitrag zu dieser Anthologie)
- Circle Round: Raising Children in the Goddess Tradition (1998)
- "The Fifth Sacred Thing"-Zyklus
  - The Fifth Sacred Thing (1993) (dt.: Das fünfte Geheimnis, 1996)
  - Walking to Mercury (1997) (Prequel zu The Fifth Sacred Thing)
  - City of Refuge (2016) (Sequel zu The Fifth Sacred Thing)
- mit Hilary Valentine: Die zwölf wilden Schwäne, eine Reise ins Reich der Magie. Rituale – Übungen – Ausbildung (Originaltitel: The Twelve Wild Swans, übersetzt von Susanne Reichert), Bauer, Freiburg im Breisgau 2001, ISBN 3-7626-0845-8.
- Die Kraft der Großen Göttin
- Mit Hexenkraft die Welt verändern

### Medien
Bei der Erstellung der Filme Goddess Remembered und The Burning Times, bei denen Donna Read Regie führte und die vom National Film Board of Canada produziert wurden, war sie als wissenschaftliche Beraterin tätig. Für den dritten Film in dieser Reihe (Full Circle) war sie Ko-Autorin. Weiterhin hat sie zum Film Signs Out of Time: The Story of Archaeologist Marija Gimbutas beigetragen.

## Auszeichnungen
- Media Alliance Meritorious Achievement Award für Truth or Dare: Encounters with Power, Authority and Mystery.
- Lambda Award für homosexuelle Science Fiction 1994 für Das fünfte Geheimnis.